# Bulgarien i olympiska vinterspelen 1948
Bulgarien deltog med fyra deltagare vid de olympiska vinterspelen 1948 i Sankt Moritz. Ingen av landets deltagare erövrade någon medalj.